# Tweebuffelsmeteenskootmorsdoodgeskietfontein
 (novembre 2021).
La mise en forme du texte ne suit pas les recommandations de Wikipédia : il faut le « wikifier ».
Les points d'amélioration suivants sont les cas les plus fréquents. Le détail des points à revoir est peut-être précisé sur la page de discussion.
- Les titres sont pré-formatés par le logiciel. Ils ne sont ni en capitales, ni en gras.
- Le texte ne doit pas être écrit en capitales (les noms de famille non plus), ni en gras, ni en italique, ni en « petit »…
- Le gras n'est utilisé que pour surligner le titre de l'article dans l'introduction, une seule fois.
- L'italique est rarement utilisé : mots en langue étrangère, titres d'œuvres, noms de bateaux, etc.
- Les citations ne sont pas en italique mais en corps de texte normal. Elles sont entourées par des guillemets français : « et ».
- Les listes à puces sont à éviter, des paragraphes rédigés étant largement préférés. Les tableaux sont à réserver à la présentation de données structurées (résultats, etc.).
- Les appels de note de bas de page (petits chiffres en exposant, introduits par l'outil «  Source ») sont à placer entre la fin de phrase et le point final[comme ça].
- Les liens internes (vers d'autres articles de Wikipédia) sont à choisir avec parcimonie. Créez des liens vers des articles approfondissant le sujet. Les termes génériques sans rapport avec le sujet sont à éviter, ainsi que les répétitions de liens vers un même terme.
- Les liens externes sont à placer uniquement dans une section « Liens externes », à la fin de l'article. Ces liens sont à choisir avec parcimonie suivant les règles définies. Si un lien sert de source à l'article, son insertion dans le texte est à faire par les notes de bas de page.
- La présentation des références doit suivre les conventions bibliographiques. Il est recommandé d'utiliser les modèles {{Ouvrage}}, {{Chapitre}}, {{Article}}, {{Lien web}} et/ou {{Bibliographie}}. Le mode d'édition visuel peut mettre en forme automatiquement les références.
- Insérer une infobox (cadre d'informations à droite) n'est pas obligatoire pour parachever la mise en page.

Pour une aide détaillée, merci de consulter Aide:Wikification.
Si vous pensez que ces points ont été résolus, vous pouvez retirer ce bandeau et améliorer la mise en forme d'un autre article.

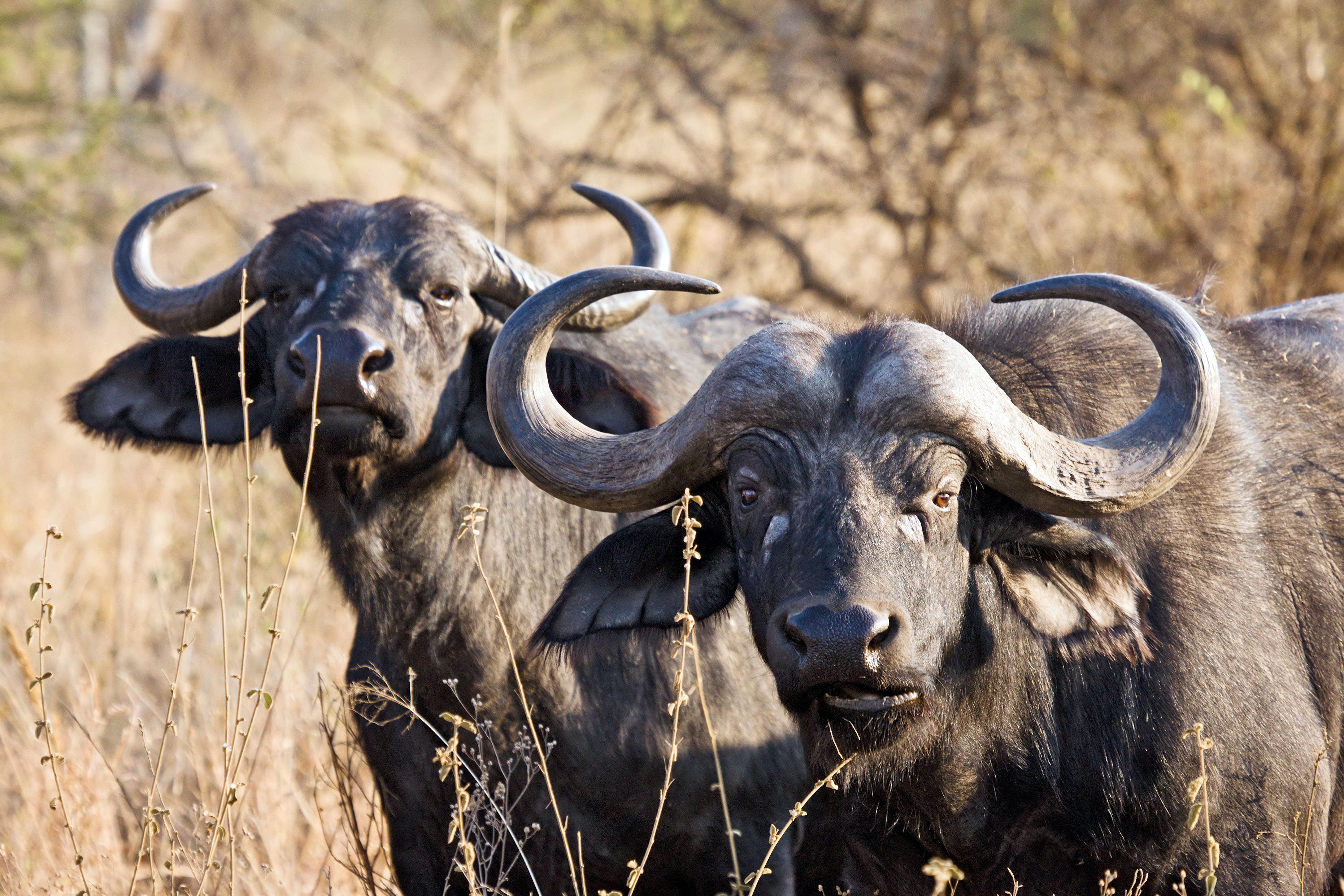
Deux buffles d'Afrique prennent le soleil matinal dans le Serengeti.

Tweebuffelsmeteenskootmorsdoodgeskietfontein est une ferme dans la province du Nord-Ouest de l'Afrique du Sud, située à environ 200 km à l'ouest de Pretoria et 20 km à l'est de Lichtenburg dont le nom en 44 lettres fait partie du folklore sud-africain. C'est le nom de lieu le plus long d'Afrique du Sud, et parmi les plus longs au monde.
Le nom, qui utilise un format courant pour les noms de lieux en langue afrikaans en Afrique du Sud, veut dire « la source où deux buffles ont été tués d'un seul coup » ( afrikaans : Twee buffels met een skoot morsdood geskiet fontein  ). La traduction littérale est « Twee buffels » = « Deux buffles », « met een skoot » = « d'un seul coup »; « morsdood » = « morte de pierre »; « geskiet » = « abattu »; « fontein » = « source fluviale » ou « fontaine ». Ce nom illustre la tendance des langues germaniques à combiner les mots, qui est présente en afrikaans, qui est dérivé de néerlandais. Tous les termes descriptifs peuvent généralement être liés ensemble en un seul mot long, tant qu'ils rapportent à un concept. Un autre exemple de ceci est waatlemoenskilkonfytkompetisiebeoordelaarshandleiding, qui se traduit par « manuel du juge du concours de confiture de pelure de pastèque ». Cependant, ce n'est pas courant d'utiliser les mots composés très longs, et de tels mots sont souvent séparés par des tirets s'ils sont trop longs.
La ferme a été initialement accordée à AP de Nysschen en 1866 par le gouvernement de la République sud-africaine ; elle est étiquetée dans le diagramme d'enquête comme « Twee Buffels Geschiet » (Deux buffles abattus) et montrée comme ayant une superficie de 6119 morgen et 429 roods carrés, ce qui équivaut à 5 241,7 hectares. Les cartes officielles publiées par National Geo-spatial Information (Information Géospatiale Nationale) utilisent le nom de « Tweebuffels » (Deux buffles).
Le nom a été le titre une chanson en langue afrikaans écrite par Anton Goosen et Fanus Rautenback, et chanté par Goosen. Il a aussi été utilisé dans la publicité pour signifier la petite ville rurale typique.[réf. nécessaire]